# Jacob Rif
Jacob Thomasson Rif (Riif, Rijf), född 1753 troligen i trakten av Nykarleby i Finland, död 25 december 1808 i Stockholm, var en finlandssvensk byggmästare och bildhuggare.
Han var son till Thomas Rif och kom från en släkt med traditioner som byggmästare. På 1790-talet utförde han ett stort antal byggnader och ombyggnader vid finländska och svenska kyrkor, bland annat i Luleå- och Skellefteåtrakten. För Skellefteå landsförsamlings kyrka utförde han en predikstol av den gustavianska typen. Tillsammans med sin son Carl utförde han en ritning på en tornbyggnad till Kungsholms kyrka 1805 samt en modell av förslaget som lämnades in till Överintendentsämbetet. Han upprättade ett kontrakt med kyrkan om uppförande av ett torn men efter en ritning av arkitekten Per Wilhelm Palmroth. Kort tid efter att arbetes igångsatts avled både Rif och hans son och enligt en tradition var dödsorsaken förgiftade af afundsmän. 